# 宍戸元家 (弥三郎)
宍戸 元家（ししど もといえ）は、戦国時代の武将。安芸国高田郡甲立の五龍城を本拠とする国人領主・宍戸元源の嫡男。祖父の宍戸元家と同名を名乗った。なお、当時の文書において苗字の「宍戸」は、「完戸」または「鹿戸」（読みはいずれも「ししど」）と表記されている。

## 生涯
明応7年（1498年）、安芸国高田郡甲立の五龍城を本拠とする国人領主・宍戸元源の嫡男として生まれる。元服後は祖父・宍戸元家と同じく元家を名乗り、元家にとっては従姉妹にあたる母方の伯父・山内直通の娘と婚姻した。
永正15年（1518年）6月21日、家督を相続する前に五龍城において死去。享年21。
元家の死後、元家の妻は実家である山内家に戻り、同年中に嫡男の宍戸隆家が誕生したとされる。なお、後に馬来乗綱に再嫁して、二男二女をもうけている。